# Chalscelio
Chalscelio – wymarły rodzaj błonkówek z rodziny Jurapriidae. Obejmuje tylko jeden opisany gatunek, Ch. orapa. Żył w późnej kredzie.

## Taksonomia
Rodzaj i gatunek typowy opisane zostały po raz pierwszy w 2007 roku przez Aleksandra Rasnicyna i Dennisa Brothersa na łamach „African Invertebrates”. Opisu dokonano na podstawie pojedynczej, datowanej na turon w kredzie skamieniałości, odnalezionej w Orapie na terenie Botswany. Nazwa rodzajowa to połączenia nazw Chalcis i Scelio, nawiązujące do obecności u zwierzęcia cech zarówno bleskotek, jak i Scelionidae. Z kolei epitet gatunkowy pochodzi od lokalizacji typowej.
Pozycja systematyczna Chalscelio jest niejasna. Autorzy opisu umieścili go wraz z Jurapria we wcześniej monotypowej rodzinie Jurapriidae, na podstawie dwóch istotnych cech z nią współdzielonych – zakrzywionej żyłki medialnej i niezmodyfikowanego pierwszego segmentu metasomy.

## Morfologia
Błonkówka o ciele długości 2,2 mm, wydłużonym, ogólnym pokrojem przypominająca samicę z podrodziny Scelioninae. Szersza niż dłuższa, zbliżona szerokością do mezosomy głowa zaopatrzona była w duże i niemal okrągłe oczy złożone, za którymi leżały wąskie skronie. Czułki były pozbawione anellusa, maczugowate, kolankowato zagięte, dwukrotnie zagięte kątowo – raz za trzonkiem i drugi raz przed buławką. Trzonek był szerszy od biczyka, ale węższy od buławki, a nóżka o połowę krótsza od członów biczyka i tak szeroka jak one. Biczyk budowało co najmniej sześć silnie poprzecznych członów, zaś buławkę pięć członów, z których pierwszy był prawie stożkowaty, a ostatni ku szczytowi zwężony. Jajowata w widoku grzbietowym mezosoma miała pośrodkowo długie i bocznie skrócone przedplecze o prostej krawędzi tylnej nie sięgające teguli, pozbawione notauli śródplecze, szeroką i krótką tarczkę oraz wstęgowate, acz niezbyt krótkie zaplecze. Skrzydło przednie miało 1,2 mm długości i drobną ptrerostygmę. Jego użyłkowanie cechowało się nieco ukośną żyłką bazalną, zanikającym za żyłką 2r-rs sektorem radialnym, samą żyłką 2r-rs trochę krótszą niż odległość od niej do żyłki bazalnej, żyłką kubitalną wyraźnie zgiętą kątowo przy rozwidleniu z żyłką medialną oraz brakiem choćby szczątkowych żyłek cu-a i 1A. Na pozatułowiu widniały dwie poprzeczne linie. Wrzecionowato wydłużona, dłuższa od skrzydła, wąska metasoma zbudowana była z sześciu segmentów. Nie stwierdzono obecności zewnętrznego pokładełka.

## Paleoekologia
Owad ten występował w klimacie umiarkowanym z zachowaną zmiennością pór roku. Zamieszkiwany przez niego rejon leżał w kredzie późnej dalej na południe, co sprzyjało podtrzymaniu umiarkowanego klimatu. Środowiskiem tego owada były wilgotne lasy o dużych opadach, nieodległe od wód, acz okresowo trawione przez pożary. Siedlisko to cechowało się dużą różnorodnością flory i entomofauny. Rosły tu paprotniki, miłorzębowce z rodzaju Ephedripites oraz liczne okrytonasienne, w tym z takich grup jak radziliszkowate, wawrzynowate, oczarowate, ukęślowe i skalnicowce. Spośród owadów rozpoznano w skamieniałościach z Orapy większość ich współczesnych rzędów, w tym ważki, prostoskrzydłe, skorki, karaczany, pluskwiaki, chrząszcze, sieciarki, błonkówki i muchówki.